# Lãnh thổ Alaska
Lãnh thổ Alaska (tiếng Anh: Territory of Alaska hay Alaska Territory) từng là một lãnh thổ hợp nhất có tổ chức của Hoa Kỳ tồn tại từ ngày 24 tháng 8 năm 1912 cho đến ngày 3 tháng 1 năm 1959 khi nó được phép gia nhập vào liên bang để trở thành tiểu bang Alaska. Lãnh thổ này trước đó từng là Địa khu Alaska được thành lập vào ngày 17 tháng 5 năm 1884.